# Emily Lane
Pour les articles homonymes, voir Lane.
 (octobre 2024).
Pas d'image ? Cliquez ici

a Compétitions nationales et continentales officielles uniquement.

b Matchs officiels uniquement.
Dernière mise à jour le 14 octobre 2024.
Emily Lane, née le 10 janvier 1999 à Mallow (Irlande), est une joueuse internationale irlandaise de rugby à XV et internationale de rugby à sept évoluant aux postes de demi de mêlée à XV et d'ailier à sept.

## Biographie
Emily Lane naît le 10 janvier 1999 à Mallow en Irlande. Elle joue en 2024 au club du Blackrock College RFC.
Durant l'été 2024, elle participe au tournoi de rugby à sept des Jeux olympiques de Paris avec l'équipe d'Irlande.
Elle cumule, à la fin de l'été 2024, six sélections en équipe d'Irlande de rugby à XV quand elle est retenue pour le WXV 1 au Canada.